# Jules Soury
Jules Soury (Paris, 1842 – Paris, 1915) foi um teórico e historiador francês da neuropsicologia. Foi um dos primeiros idealizadores das teorias de determinismo racial e, ao longo de sua vida, converteu-se em nacionalista ferrenho e antissemita radical.